# Alauda (Gattung)

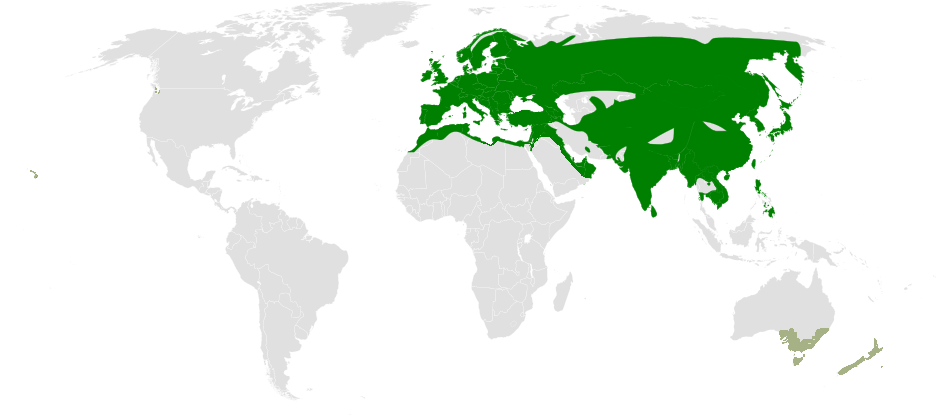
Verbreitungskarte der Gattung Alauda

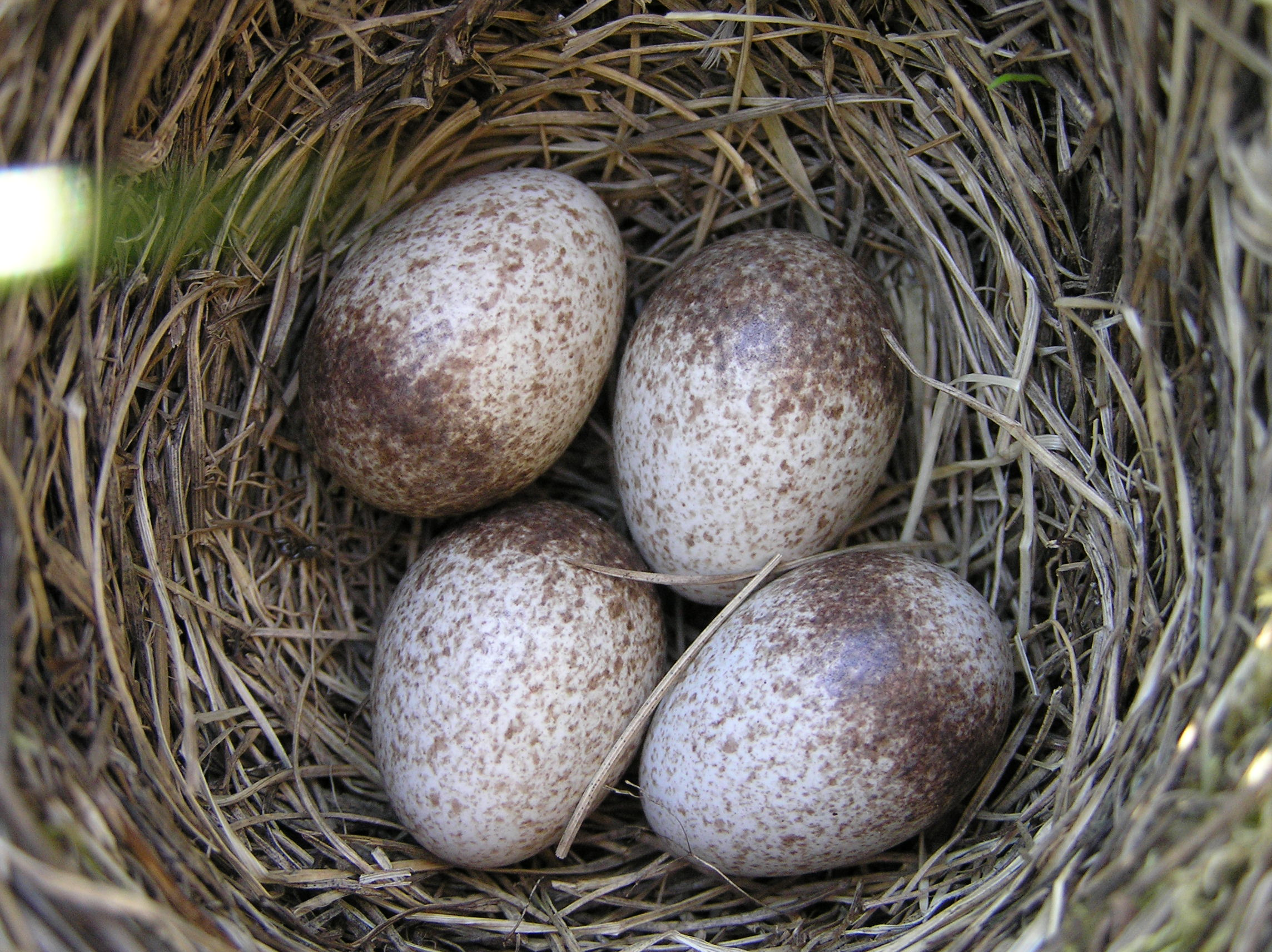
Gelege einer Feldlerche

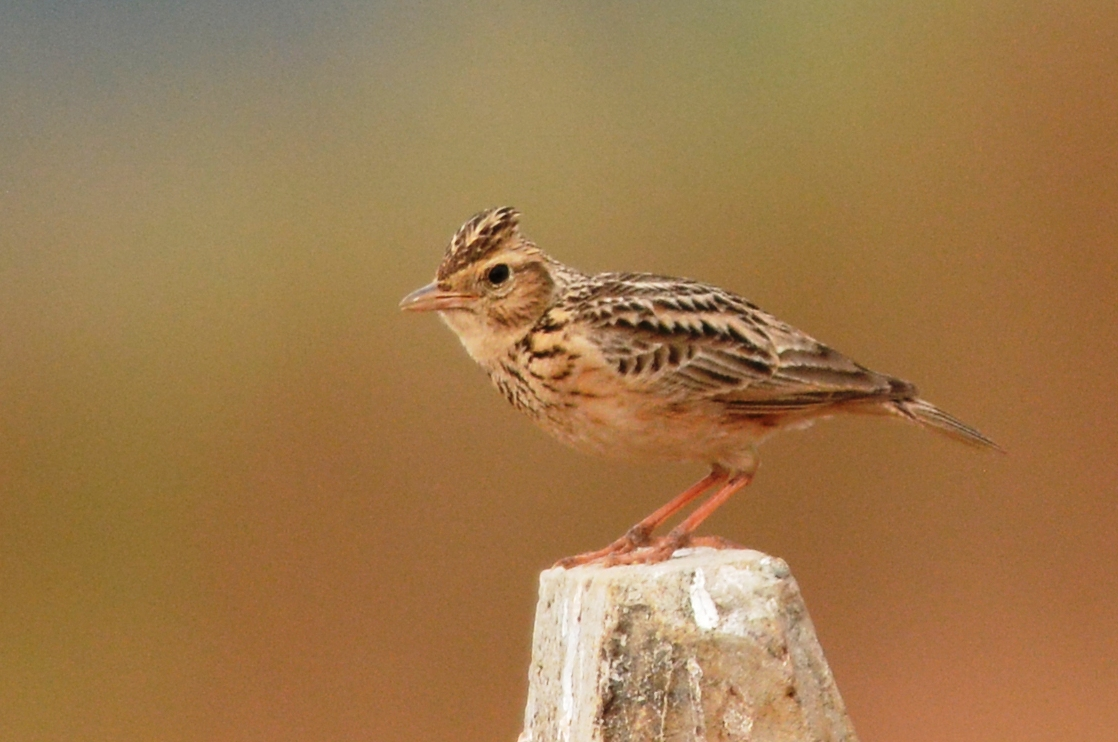
Orientfeldlerche, Indien

Alauda ist eine Gattung der Lerchen. Unter den heute lebenden Vogelarten gehören 4 Arten zu der Gattung. Eine deutsche Bezeichnung hat sich für diese Gattung bislang nicht eingebürgert, sie werden jedoch gelegentlich als Feldlerchen bezeichnet. Mit der Feldlerche gehört zu dieser Gattung eine Vogelart, die in der europäischen Kultur eine besondere Rolle spielt. Auf Grund ihres melodiösen Gesangs, den sie mit großer Vehemenz vor allem im Singflug vorträgt, haben Dichter wie Shakespeare, Blake oder Shelley und Musiker wie Ralph Vaughan Williams (The Lark Ascending) ihr Werke gewidmet.

## Merkmale
Die Arten der Gattung Alauda sind mittelgroße Lerchen. Die Feldlerche, die vermutlich die bekannteste Vertreterin der Gattung ist, erreicht eine Körperlänge von bis zu 18 Zentimeter und wiegt bis zu 55 Gramm.
Die Arten der Gattung kennzeichnen sich durch einen schlanken Schnabel. Die Nasenlöcher sind bedeckt. Die zehnte Handschwinge ist stark reduziert und bei zusammengefalteten Flügeln von den Handdecken überdeckt. Der Lauf ist kräftig und lang. Die Kralle der Hinterzehe ist länger als diese und fast gerade.

## Verbreitungsgebiet
Das Verbreitungsgebiet der Gattung ist sehr groß. Es reicht von Afrika über Europa bis nach Asien. Auf dem australischen Kontinent und in Neuseeland wurde außerdem die Feldlerche eingeführt. Zur Gattung gehört auch die Rasolerche (Alauda razae), die auf der unbewohnten Kapverden-Insel Ilhéu Raso endemisch ist. Aufgrund ihres winzigen Verbreitungsgebiets von nur 7 km² Größe wird sie von der IUCN als vom Aussterben bedroht (“critically endangered”) eingestuft.

## Fortpflanzung
Wie alle Lerchen sind auch die Alauda-Arten Bodenbrüter. Das Nest ist gewöhnlich napfförmig.

## Arten
Die folgenden rezenten Arten werden zu der Gattung gerechnet:
- Feldlerche (Alauda arvensis Linnaeus, 1758)
- Orientfeldlerche (Alauda gulgula Franklin, 1831)
- Weißflügellerche (Alauda leucoptera Hablizl, 1785, Synonym Melanocorypha leucoptera)
- Rasolerche (Alauda razae (Alexander, 1898))

## Einzelbelege
1. ↑   Percy Bysshe Shelley: Ode an eine Feldlerche, aufgerufen am 14. Januar 2017
2. ↑  Pätzold: Die Lerchen der Welt. S. 207.
3. ↑  Alauda razae in der Roten Liste gefährdeter Arten der IUCN 2016.1. Eingestellt von: BirdLife International, 2016. Abgerufen am 15. Januar 2017.
4. ↑  Nicators, reedling & larks « IOC World Bird List. In: www.worldbirdnames.org. Abgerufen am 29. Dezember 2016 (englisch).